# Pallagorio
Pallagorio – miejscowość i gmina we Włoszech, w regionie Kalabria, w prowincji Crotone.
Według danych na rok 2004 gminę zamieszkiwało 1626 osób, 39,7 os./km².